# Gyaritodes inspinosus
Gyaritodes inspinosus is een keversoort uit de familie boktorren (Cerambycidae). De wetenschappelijke naam van de soort is voor het eerst geldig gepubliceerd in 1947 door Breuning.